# راکفورد بی، آیداهو
راکفورد بی (به انگلیسی: Rockford Bay) یک منطقهٔ مسکونی در ایالات متحده آمریکا است که در شهرستان کوتنای، آیداهو واقع شده‌است. راکفورد بی ۱۸۴ نفر جمعیت دارد و ۶۶۸٫۱۳ متر بالاتر از سطح دریا واقع شده‌است.